# Rajd Antibes 2006
Rajd Antibes 2006 (41. Rallye d'Antibes - Côte d'Azur) – 41 edycja rajdu samochodowego Rajd Antibes rozgrywanego we Francji. Rozgrywany był od 20 do 22 października 2006 roku. Była to dziewiąta runda Rajdowych Mistrzostw Europy w roku 2006. Składał się z 18 odcinków specjalnych.

## Klasyfikacja rajdu
| Miejsce                      | Kierowca                     | Pilot                        | Samochód                     | Czas                         | Strata                       |                              |
| Klasyfikacja generalna i ERC | Klasyfikacja generalna i ERC | Klasyfikacja generalna i ERC | Klasyfikacja generalna i ERC | Klasyfikacja generalna i ERC | Klasyfikacja generalna i ERC | Klasyfikacja generalna i ERC |
| ---------------------------- | ---------------------------- | ---------------------------- | ---------------------------- | ---------------------------- | ---------------------------- | ---------------------------- |
| 1.                           | Renato Travaglia             | Simone Scattolin             | Peugeot 206 S1600            | 3:19:58.3                    | 0.0                          |                              |
| 2.                           | Krum Donchev                 | Stoiko Valchev               | Subaru Impreza STi           | 3:25:29.2                    | +5:30.9                      |                              |
| 3.                           | Michał Sołowow               | Maciej Baran                 | Renault Clio S1600           | 3:27:54.7                    | +7:56.4                      |                              |
| 4.                           | Alberto Piatto               | Federico Vacca               | Renault Clio S1600           | 3:29:28.6                    | +9:30.3                      |                              |
| 5.                           | Antonín Tlusťák              | Vlastimil Dědic              | Citroën Saxo Kit Car         | 3:29:59.7                    | +10:01.4                     |                              |
| 6.                           | Frédéric Papavero            | Frédéric Hoffmann            | Renault Clio RS              | 3:30:15.5                    | +10:17.2                     |                              |
| 7.                           | Jan de Winkel                | Radboud van Hoek             | Renault Clio S1600           | 3:30:31.0                    | +10:32.7                     |                              |
| 8.                           | Christian Figuereo           | Guy Cavarero                 | Citroën Saxo Kit Car         | 3:31:30.9                    | +11:32.6                     |                              |
| 9.                           | Milan Chvojka                | Zuzana Chvojková             | Mitsubishi Lancer Evo VIII   | 3:33:17.2                    | +13:18.9                     |                              |
| 10.                          | Giovanni Ruggeri             | Nicola Doglio                | Renault Clio S1600           | 3:33:25.7                    | +13:27.4                     |                              |